# 严俊杰
严俊杰，西安交通大学能源与动力工程学院教授、西安交通大学副校长。主要从事热力系统节能控制与仿真、汽液两相流等领域的科研工作。严俊杰曾入选2011年度长江学者特聘教授，并享受中国政府特殊津贴。